# Taguatinga Esporte Clube
O Taguatinga Esporte Clube, conhecido simplesmente como Taguatinga e cujo acrônimo oficial é TEC, é um clube de futebol brasileiro, sediado em Taguatinga, no Distrito Federal. Fundado em 18 de fevereiro de 1974 sob o nome de Pioneira Futebol Clube, o clube adotou o nome de Taguatinga Esporte Clube em 1 de julho de 1975, juntamente com a profissionalização do Campeonato Brasiliense.
O clube se licenciou em 1999, se afastando do futebol profissional.[carece de fontes?] Retornou em 25 de junho de 2018 ao se fundir com o Clube Atlético Taguatinga, clube que surgiu em 1960 no Núcleo Bandeirante como Clube Atlético Colombo e adotou diferentes nomes durante a sua trajetória profissional. Como resultado da fusão, o Atlético Taguatinga passou a utilizar o nome e os símbolos do TEC.

## História

### Antecedentes

#### Pioneira (1974-1975)

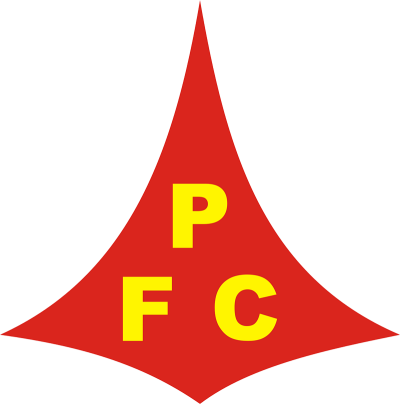
Escudo do Pioneira

O Pioneira Futebol Clube foi fundado por servidores da Viação Pioneira e Viação Planeta Ltda. Na época, o Campeonato Brasiliense era formado por equipes amadoras ou semi-profissionais ligados a empresas ou a administração pública, como foi o caso da equipe. Sua sede era localizado na QI 24, Lotes 1 a 27, Setor Norte de Taguatinga. Yukyio Matsunaga, presidente da equipe, e seu irmão, Saburo Matsunaga, que era vice-presidente, eram fundadores da Viação Pioneira. Ambos de origem japonesa, vieram para Brasília em 1957 para dedicar-se a agropecuária.
O clube foi fundado pelos irmãos Matsunaga em 15 de março de 1966 para disputar o Departamento Autônomo da Federação Desportiva de Brasília daquele ano.
A primeira tentativa de profissionalização ocorreu em 25 de setembro de 1966, quando o clube anunciou que iria participar do Campeonato Brasiliense de 1967. Ao invés disso, disputou o Departamento Autônomo daquele ano.
A profissionalização só veio em 18 de fevereiro de 1974, data considerada a oficial de fundação do clube.
As cores da equipe eram amarela, verde e vermelho. O uniforme nº 1 do Pioneira era: camisa amarela, calção azul e meias verdes. Já o nº 2 tinha: camisa vermelha com faixa horizontal verde, calção branco e meias vermelhas.
Recebeu sua filiação da Federação Desportiva de Brasília em 10 de junho de 1974. Disputou a sua primeira partida em 14 de julho de 1974, pelo Torneio Início da Federação Desportiva de Brasília de 1974, contra o Luziânia Esporte Clube no Pelezão. Venceu o jogo por 1x0. Pela competição, foi eliminado pelo CEUB.
No Campeonato Brasiliense de 1974, estreou vencendo a Associação Atlética Relações Exteriores por 2x0. Terminou o primeiro turno desse campeonato na terceira colocação, atrás de Jaguar e Humaitá. Na final da competição, enfrentando o Jaguar, venceu os dois jogos no Pelezão e se sagrou campeão. O clube teve também os dois artilheiros do campeonato, Nemias e Boy, ambos com 6 gols.
Entre janeiro e fevereiro de 1975, realizou quatro amistosos, sendo três interestaduais: no dia 19 de janeiro, no Pelezão, venceu o Grêmio Esportivo Trindade (GO), por 2 x 0 (gols de Piau e Delfino); uma semana depois, 26 de janeiro, perdeu para o CEUB por 3 x 0; em 23 de fevereiro, no Pelezão, empatou de 0 x 0 com o Anápolis Futebol Clube (GO) e, três dias depois, novamente no Pelezão, foi derrotado pelo Rio Branco, de Vitória, por 3 x 1.
Esses foram os quatro últimos jogos da equipe. Em 1º de julho de 1975, os donos da Viação Pioneira, a Associação Comercial e Industrial de Taguatinga e a  Administração Regional de Taguatinga fizeram uma Assembleia Geral Extraordinária que profissionalizou o Pioneira e mudou o nome para Taguatinga Esporte Clube. Yukyio Matsunaga foi eleito Presidente de Honra do Taguatinga E. C.

#### Taguatinga EC original (1975-1999)
No dia 12 de julho de 1975 aconteceu o primeiro amistoso do TEC, vencendo a URT, de Patos de Minas (MG), por 2 x 0, no Pelezão.
Tem como alcunhas o nome de Águia e TEC, siglas do nome do time. Seu uniforme era composto de camisa azul, calção branco e meias azuis. O mascote do clube é uma águia, homenageando a Taguatinga. Mandava seus jogos no Estádio Elmo Serejo Farias, o Serejão.
Após o tri-campeonato em 1993 o Taguatinga nunca mais foi o mesmo, pois em 1996 acabou caindo à Segunda Divisão do Campeonato Candango, mas no ano seguinte conseguiu o acesso, sendo que em 1998 fez uma boa campanha e em 1999 o time amargou outro rebaixamento, ficando na lanterna do campeonato e desativando seu departamento de futebol, principalmente após a saída do homem forte do clube, Froylan Pinto, e pelas más administrações que geraram dívidas enormes.

#### Atlético Taguatinga (1960-2018)
O clube surge como Clube Atlético Colombo, fundado por Adolfo Rizza no dia 6 de abril de 1960 na Cidade Livre, e esteve ativo entre 1960 e 1973, durante a época amadora do Campeonato Brasiliense, sendo campeão brasiliense em 1971. O clube tenta alterar o nome para Sociedade Esportiva Bandeirante, porém com a profissionalização do Campeonato Brasiliense, o clube não chegou a utilizar o nome, alterando novamente para Demabra Esporte Clube, após a parceria entre Adolfo e João Aureliano, dono do Depósito de Madeiras do Brasil Indústria e Comércio (DEMABRA), para a disputa do Departamento Autônomo da FDB em 1975.[carece de fontes?]
O clube se profissionalizou em 1977, disputando o Torneio Imprensa daquele ano.[carece de fontes?] No dia 19 de abril de 1977, a Federação Metropolitana de Futebol aprovou a mudança do nome da equipe para Associação Desportiva Bandeirante.[carece de fontes?]
Em 15 de outubro de 1994, a Desportiva Bandeirante se fundiu com a Associação Desportiva Comercial e mudou de nome para Associação Desportiva Comercial Bandeirante, sendo vice-campeão da segunda divisão em 1999, e do Campeonato Brasiliense em 2000. Voltaria a mudar de nome em 2006, quando passou a se chamar Clube Atlético Bandeirante.[carece de fontes?]
O Atlético Bandeirante se mudou do Núcleo Bandeirante em 2015, passando a mandar os jogos em Taguatinga e adotando o nome de Clube Atlético Taguatinga.. Em sua primeira competição com o novo nome, o Atlético Taguatinga foi campeão do Campeonato Brasiliense da Segunda Divisão de 2015, ao vencer o SE Planaltina. Em 2017, o clube ficou na lanterna do Campeonato Brasiliense, sendo rebaixado e retornando à segunda divisão.

### Retorno do Taguatinga Esporte Clube

#### Fusão entre o TEC e o Atlético Taguatinga
No dia 3 de maio de 2018, surgiu a notícia que o TEC e o Atlético Taguatinga estavam com conversas adiantadas para realizar uma fusão entre as duas equipes, com o intuito de atuar com o nome e escudo do Taguatinga Esporte Clube. Isso se deu por causa da rejeição do povo de Taguatinga ao Atlético Taguatinga, que não se via identificado com o clube, uma vez que muitos torcedores ainda se identificavam com o TEC.
No dia 8 de junho de 2018, Edmilson Marçal, presidente do Clube Atlético Taguatinga, indicou na arbitral do Campeonato Brasiliense da Segunda Divisão de 2018 que o clube utilizaria o nome de Taguatinga Esporte Clube na competição.

#### Rebaixamento
Em 2023, amargou o rebaixamento terminando a competição com apenas 7 pontos ganhos.

## Rivalidade

### Taguatinga x Gama
Gama e Taguatinga Esporte Clube foram fundados no mesmo ano: 1975. Em 1º de julho de 1975, o Pioneira Futebol Clube efetivou a mudança de nome para Taguatinga Esporte Clube. Poucos meses depois, mais precisamente em 15 de novembro, foi a vez do Gama ser fundado. O Gama continua disputando o campeonato brasiliense até hoje. O Taguatinga Esporte Clube paralisou suas atividades em 1999 e, depois de uma fusão com o C. A. Taguatinga, do Núcleo Bandeirante, retornou em 2018, foi vice-campeão da Segunda Divisão local e garantiu vaga na Primeira em 2019. O clássico tem um total de 79 partidas, 29 vitórias do Taguatinga Esporte Clube contra 21 do Gama e 29 empates.
A primeira vez que Gama e Taguatinga Esporte Clube se enfrentaram foi no dia 1º de maio de 1976, no ainda existente Estádio Pelezão. Com um gol de Bira, aos 36 minutos, o Taguatinga Esporte Clube venceu a partida por 1x0. Jorge Aloise foi o árbitro do jogo, que teve renda de Cr$ 37.000,00. Maurício, do Taguatinga Esporte Clube, foi expulso de campo.
Apesar da diferença de oito vitórias do Taguatinga Esporte Clube sobre o Gama, curiosamente, se considerarmos o período em que o Taguatinga Esporte Clube estava na ativa e mais o último jogo entre eles, chegaremos ao total de quinze jogos que o Gama não perde. De 12 de dezembro de 1993 a 2 de maio de 1999 e no dia 25 de janeiro de 2020, foram dez vitórias do Gama e quatro empates.
Os 79 jogos entre Gama e Taguatinga Esporte Clube foram disputados em quatro estádios do Distrito Federal: Serejão, em Taguatinga, e o Bezerrão, no Gama, foram os que mais receberam o duelo: 38 vezes no Serejão e 38 no Bezerrão. Pelezão e Mané Garrincha já receberam esse duelo em três oportunidades cada um.

## Títulos
| DISTRITAIS | DISTRITAIS                               | DISTRITAIS | DISTRITAIS                                |
|            | Competição                               | Títulos    | Temporadas                                |
| ---------- | ---------------------------------------- | ---------- | ----------------------------------------- |
|            | Campeonato Brasiliense                   | 7          | 1971, 1974, 1981, 1989, 1991, 1992 e 1993 |
|            | Campeonato Brasiliense - Segunda Divisão | 1          | 2015                                      |

- Vice-Campeonato Brasiliense: 9 vezes (1962,[a] 1965,[a] 1977,[d] 1978, 1985, 1986, 1987, 1990 e 2000[e])
- Vice-Campeonato Brasiliense da Segunda Divisão: 3 vezes (1997, 1999[e] e 2018)

## Estatísticas

### Participações
|  | Participações em 2024 |

| Competição                | Competição             | Temporadas | Melhor campanha            | Estreia | Última | P | R |
| Distrito Federal (Brasil) | Campeonato Brasiliense | 26         | Campeão (5 vezes)          | 1977    | 2023   |   | 3 |
| Distrito Federal (Brasil) | 2ª Divisão             | 3          | Vice-campeão (1997 e 2018) | 1997    | 2024   | 2 | – |
| Brasil                    | Campeonato Brasileiro  | 1          | 42º colocado (1982)        | 1982    | 1982   |   | 1 |
| Brasil                    | Série B                | 5          | 15º colocado (1982)        | 1982    | 1992   | – | – |
| Brasil                    | Série C                | 3          | 11º colocado (1994)        | 1981    | 1994   | – | – |
| Brasil                    | Copa do Brasil         | 4          | OItavas de final (1990)    | 1990    | 1994   |   |   |